# Alex Kurtzman
Alexander Hilary Kurtzman (n. 7 septembrie 1973, Los Angeles, California, SUA) este un scriitor, producător și regizor de film și televiziune american. El este cel mai bine cunoscut pentru munca sa la franciza Star Trek din 2009, la scenariile Transformers (2007), Star Trek: Un nou început (2009), Star Trek În întuneric (2013) și Uimitorul Om-Păianjen 2 (2014) scrise împreună cu Roberto Orci și pentru regia și co-scenariul filmului Mumia (2017).

## Viața timpurie, familie și educație
Kurtzman s-a născut într-o familie evreiască laică și a crescut în Los Angeles, California. Partenerul său de mult timp la scrierea scenariilor, Roberto Orci, a fost cel mai bun prieten al său din liceu.
Kurtzman a urmat cursurile Universității Wesleyană din Connecticut.

## Carieră
Kurtzman a făcut echipă cu Roberto Orci în serialul sindicalizat Hercules: The Legendary Journeys, pentru stația de televiziune Pacific Renaissance Pictures⁠(d), care atunci nu avea legături cu Universal International. După ce au produs mai multe povești pentru a face față absenței actorului principal Kevin Sorbo în urma unui accident vascular cerebral pe care Sorbo l-a suferit în timpul celui de-al patrulea sezon, Kurtzman și Roberto Orci, ambii în vârstă de 24 de ani, au fost puși la conducerea serialului. Au trecut la filme după ce li s-a cerut să rescrie Insula regizat de Michael Bay. Filmul a câștigat aproape 163 de milioane de dolari americani la box-office-ul mondial, cu un buget de 126 de milioane de dolari americani, ceea ce a fost un succes suficient pentru a fi aduși să scrie pentru același regizor Transformers, film care a câștigat 710 de milioane de dolari americani. Deși Insula, Transformers și Transformers: Revenge of the Fallen nu au fost foarte bine primite de critici, cele trei filme au câștigat suma totală de 1,7 miliarde de dolari americani. 
Cei doi au creat serialul Fox TV Fringe în 2008 împreună cu J. J. Abrams. După episodul pilot, Kurtzman a lucrat ca producător consultant al serialului pe toată durata sa. Apoi au co-scris filmul din 2009 Star Trek.
În 2011, revista Forbes i-a descris pe Orci și Kurtzman drept „Armele secrete ale Hollywoodului”, deoarece, în ultimii șase ani, filmele lor au încasat un total de peste 3 miliarde de dolari americani la box office. Cei doi au scris și Oameni ca noi (People Like Us), cunoscut inițial sub numele de Welcome to People, care a fost debutul regizoral al lui Kurtzman.
Kurtzman a lucrat frecvent cu un grup restrâns de profesioniști ai filmului, printre care se numără J. J. Abrams, Damon Lindelof⁠(d), Adam Horowitz⁠(d), Roberto Orci, Edward Kitsis⁠(d), Andre Nemec⁠(d), Josh Appelbaum⁠(d), Jeff Pinkner⁠(d) și Bryan Burk⁠(d). În aprilie 2014, atât Orci, cât și Kurtzman au confirmat pentru Variety că nu vor mai lucra împreună la proiecte de film; au adăugat că vor lucra în continuare împreună — dar numai la proiecte de televiziune.
În 2018, Kurtzman a semnat un nou contract de cinci ani cu CBS Television Studios pentru a supraveghea și a extinde franciza Star Trek în televiziune, inclusiv în calitate de producător executiv la Star Trek: Discovery, Star Trek: Short Treks, Star Trek: Picard și Star Trek: Lower Decks.
În august 2021, Kurtzman și Secret Hideout și-au extins contractul general cu Studiourile CBS, până în 2026.

## Viață personală
În 2002, Kurtzman s-a căsătorit cu Samantha Counter, fiica avocatului Nick Counter⁠(d).

## Filmografie
| An   | Titlu                               | Regizor | Scenarist   | Producător | Notes |
| ---- | ----------------------------------- | ------- | ----------- | ---------- | --- |
| 2005 | The Island                          | Nu      | Da          | Nu         | Co-scris cu Roberto Orci și Caspian Tredwell-Owen                                                                       |
| 2005 | The Legend of Zorro                 | Nu      | Da          | Nu         | Co-scris cu Roberto Orci, Ted Elliott și Terry Rossio⁠(d)                                                                |
| 2006 | Mission: Impossible III             | Nu      | Da          | Nu         | Co-scris cu J. J. Abrams și Roberto Orci                                                                                |
| 2007 | Transformers                        | Nu      | Da          | Nu         | Co-scris cu Roberto Orci și John Rogers                                                                                 |
| 2009 | Watchmen                            | Nu      | Nemenționat | Nu         | „Periere” a scenariului                                                                                                 |
| 2009 | Star Trek                           | Nu      | Da          | Executiv   | Co-scris cu Roberto Orci                                                                                                |
| 2009 | Transformers: Revenge of the Fallen | Nu      | Da          | Nu         | Co-scris cu Ehren Kruger⁠(d) și Roberto Orci                                                                             |
| 2011 | Cowboys & Aliens                    | Nu      | Da          | Da         | Co-scris cu Roberto Orci, Damon Lindelof⁠(d), Steve Oedekerk⁠(d), Mark Fergus și Hawk Ostby                               |
| 2012 | People Like Us                      | Da      | Da          | Executiv   | Debut regizoral; Co-scris cu Roberto Orci și Jody Lambert                                                               |
| 2013 | Star Trek Into Darkness             | Nu      | Da          | Da         | Co-scris cu Roberto Orci și Damon Lindelof                                                                              |
| 2014 | The Amazing Spider-Man 2            | Nu      | Da          | Executiv   | Co-scris cu Roberto Orci, Jeff Pinkner⁠(d) și James Vanderbilt                                                           |
| 2017 | The Mummy                           | Da      | Poveste     | Da         | A scris povestea; Co-scris cu Jon Spaihts⁠(d), Jenny Lumet⁠(d), David Koepp, Christopher McQuarrie⁠(d) și Dylan Kussman⁠(d) |

Doar ca producător
| An   | Titlu             | Note                |
| ---- | ----------------- | ------------------- |
| 2008 | Eagle Eye         |                     |
| 2009 | The Proposal⁠(d)   | Producător executiv |
| 2013 | Now You See Me⁠(d) |                     |
| 2013 | Ender's Game      |                     |
| 2016 | Now You See Me 2  |                     |

### Televiziune
| An           | Titlu                            | Regizor | Scenarist | Producător executiv | Creator | Note                               |
| ------------ | -------------------------------- | ------- | --------- | ------------------- | ------- | ---------------------------------- |
| 1997–1999    | Hercules: The Legendary Journeys | Nu      | Da        | Da                  | Nu      |                                    |
| 1999–2000    | Xena, Prințesa războinică        | Nu      | Da        | Da                  | Nu      |                                    |
| 2000         | Jack of All Trades⁠(d)            | Nu      | Da        | Da                  | Nu      |                                    |
| 2001–2003    | Alias                            | Da      | Da        | Da                  | Nu      | De asemenea, producător supervizor |
| 2004         | The Secret Service               | Da      | Da        | Da                  | Nu      | Pilot                              |
| 2008–2013    | Fringe                           | Da      | Da        | Da                  | Da      | De asemenea, producător consultant |
| 2010–2020    | Hawaii Five-0                    | Da      | Da        | Da                  | Nu      | De asemenea, dezvoltator           |
| 2011         | Exit Strategy                    | Da      | Da        | Da                  | Da      | Pilot                              |
| 2011         | Locke & Key                      | Da      | Da        | Da                  | Da      | Pilot                              |
| 2013–2017    | Sleepy Hollow                    | Da      | Da        | Da                  | Da      |                                    |
| 2017–present | Star Trek: Discovery             | Da      | Da        | Da                  | Da      | Episodul "Brother"                 |
| 2018–2020    | Star Trek: Short Treks           | Nu      | Da        | Da                  | Da      |                                    |
| 2020–present | Star Trek: Picard                | Nu      | Da        | Da                  | Da      |                                    |
| 2021         | Clarice⁠(d)                       | Nu      | Da        | Da                  | Da      |                                    |
| 2022         | Omul care a căzut pe Pământ      | Nu      | Nu        | Da                  | Nu      | Post-producție                     |
| 2022         | Star Trek: Strange New Worlds    | Nu      | Da        | Da                  | Da      | Post-producție                     |

Doar ca producător executiv
- Transformers Prime (2010–2013)
- Matador (2014)
- Scorpion (2014–2018)
- Salvation (2017–2018)[20]
- Instinct (2018–2019)
- Star Trek: Lower Decks (2020-prezent)
- Star Trek: Prodigy (2021)